# Ал Бънди
Алфред „Ал“ Бънди е измислен и главен герой от американския комедиен сериал „Женени с деца“. Ролята се изпълнява от Ед О'Нийл.
Той и съпругата му Пеги са оценени като 59-и най-добри телевизионни герои в класация на американската телевизионна мрежа „Браво“. В интервю от 2016 г. О'Нийл казва, че е базирал изпълнението си като Ал Бънди на поведението на един от чичовците си.

## Биография
Ал е роден на 7 ноември 1948 г. в семейство, в което всички мъже са прокълнати да не им върви в живота. Той учи в гимназия „Полк Хай“, където става футболна звезда, защото успява за един мач да вкара 4 тъчдауна. Славата му утихва много бързо. Запознава се с Маргарет (Пеги) Уанка и двамата се женят. На сватбата Ал е доста пиян и когато свещеникът го пита дали взима Пег за съпруга, той побягва към вратата, но бащата ѝ го връща обратно. След сватбата си с Пеги, Ал няма много приходи и се налага да живеят в къща, която Пеги нарича „дупка“. Ал ѝ обещава, че ще работи за кратко като продавач на обувки в Търговски център New Market Mall в магазина на Gary's Shoes and Accessoires, за да спечелят някакви пари. Всъщност, той остава завинаги продавач на обувки. Междувременно им се раждат две деца - първото им дете Кели и второто дете Бъд. Като малка Кели е много умна и постоянно чете книги, но след като семейство Бънди катастрофират тя си удря главата, започва да се възхищава на „лъскавите си обущенца“, и впоследствие се държи като красива, но доста празноглава блондинка. Бъд е умен и доста алчен, и не му върви с момичетата. Двете деца искат куче и Ал е принуден да вземе Бък.

## Проклятието
Един от прадедите на Ал е работел като ковач в селце, наречено Долен Ънктън. Вещица го прокълнава заради грубото му отношение към нея. Докато не бъдат избити всички мъже от рода Бънди, в селцето ще остане завинаги пълен мрак.

## Български дублажи
В България Ал Бънди се озвучава от Стефан Димитриев в дублажите на bTV, Медиа Линк и Нова Броудкастинг Груп. Димитър Иванчев изпълнява гласа му в дублажа на „Про Филмс“.